# Wspólnota administracyjna Mammendorf
Wspólnota administracyjna Mammendorf – wspólnota administracyjna (niem. Verwaltungsgemeinschaft) w Niemczech, w kraju związkowym Bawaria, w rejencji Górna Bawaria, w regionie Monachium, w powiecie Fürstenfeldbruck. Siedziba wspólnoty znajduje się w miejscowości Mammendorf.
Wspólnota administracyjna zrzesza osiem gmin wiejskich (Gemeinde): 
- Adelshofen, 1 584 mieszkańców, 13,28 km²
- Althegnenberg, 1 879 mieszkańców, 16,09 km²
- Hattenhofen, 1 403 mieszkańców, 7,17 km²
- Jesenwang, 1 516 mieszkańców, 15,30 km²
- Landsberied, 1 499 mieszkańców, 10,54 km²
- Mammendorf, 4 564 mieszkańców, 21,21 km²
- Mittelstetten, 1 696 mieszkańców, 18,62 km²
- Oberschweinbach, 1 640 mieszkańców, 7,23 km²